# Чемпіонат світу з легкої атлетики 2017 — естафетний біг 4×100 метрів (жінки)

Фінальний забіг

Змагання з естафетного бігу 4×100 метрів серед жінок на Чемпіонаті світу з легкої атлетики 2017 у Лондоні проходили 12 серпня на Олімпійському стадіоні.

## Рекорди
На початок змагань основні рекордні результати були такими:
| WR | США (Тіанна Бартолетта, Еллісон Фелікс, Б'янка Найт, Кармеліта Джетер)                    | 40,82 | Лондон Велика Британія | 10 серпня 2012 |
| CR | Ямайка (Вероніка Кемпбелл-Браун, Наташа Моррісон, Елейн Томпсон, Шеллі-Енн Фрейзер-Прайс) | 41,07 | Пекін КНР              | 29 серпня 2015 |
| WL | Університет Орегону США (Макензі Данмор, Діджа Стівенс, Ханна Канліфф, Аріана Вашингтон)  | 42,12 | Торренс США            | 15 квітня 2017 |
| WL | Університет штату Луїзіана США (Мікія Бріско, Кортні Джонсон, Джада Мартін, Алея Гоббс)   | 42,12 | Батон-Руж США          | 29 квітня 2017 |

Під час змагань були показані наступні рекордні результати:
| WL | США · (Алія Браун, Еллісон Фелікс, Моролаке Акіносун, Аріана Вашингтон) | 41,84 | Лондон Велика Британія | 12 серпня 2017 |
| WL | США · (Алія Браун, Еллісон Фелікс, Моролаке Акіносун, Торі Бові)        | 41,82 | Лондон Велика Британія | 12 серпня 2017 |

## Розклад
| Дата           | Час початку | Стадія |
| -------------- | ----------- | ------ |
| 12 серпня 2017 | 10:35       | Забіги |
| 12 серпня 2017 | 21:30       | Фінал  |

Вказаний місцевий час (UTC+0)

## Результати

### Забіги
Умови кваліфікації до наступного раунду: перші три з кожного забігу (Q) та дві найшвидші за часом з тих, які посіли у забігах місця, починаючи з четвертого (q).
Забіг 1
| Місце | Команда         | Атлети                                                                      | Час   | Примітки |
| ----- | --------------- | --------------------------------------------------------------------------- | ----- | -------- |
| 1     | США             | Алія Браун, Еллісон Фелікс, Моролаке Акіносун, Аріана Вашингтон             | 41,84 | Q, WL    |
| 2     | Велика Британія | Аша Філіп, Дезіре Генрі, Діна Ашер-Сміт, Дерілл Нейта                       | 41,93 | Q, SB    |
| 3     | Швейцарія       | Айла Дель Понте, Сара Атчо, Муджинга Камбунджі, Саломе Кора                 | 42,50 | Q, NR    |
| 4     | Нідерланди      | Мадія Гафур, Дафне Схіперс, Наомі Седні, Джаміль Самуель                    | 42,64 | q, SB    |
| 5     | Франція         | Орланн Омбісса-Дзанге, Айоделе Ікесан, Марусся Паре, Каролль Заї            | 42,92 | SB       |
| 6     | Гана            | Флінгс Огусу-Адж'японг, Джемма Ачимпонг, Акуа Обенг-Акрофі, Джанет Ампонсах | 43,68 | SB       |
| 7     | Еквадор         | Юліана Ангуло, Нарциса Ландазурі, Роміна Сіфуентес, Анхела Теноріо          | 43,94 | SB       |
| 8     | Нігерія         |                                                                             | DNS   |          |

Забіг 2
| Місце | Команда           | Атлети                                                                         | Час   | Примітки |
| ----- | ----------------- | ------------------------------------------------------------------------------ | ----- | -------- |
| 1     | Німеччина         | Татьяна Пінту, Ліза Майєр, Джина Люкенкемпер, Ребекка Гаазе                    | 42,34 | Q        |
| 2     | Ямайка            | Крістанія Вільямс, Наташа Моррісон, Джура Леві, Сашалі Форбс                   | 42,50 | Q        |
| 3     | Бразилія          | Франсіла Красуцкі, Ана Клаудія Сільва, Віторія Крістіна Роза, Розанжела Сантус | 42,77 | Q, SB    |
| 4     | Тринідад і Тобаго | Келлі-Енн Баптіст, Мішель-Лі Айє, Семой Хакетт, Халіфа Сейнт Форт              | 42,91 | q, SB    |
| 5     | Україна           | Аліна Калістратова, Єлизавета Бризгіна, Яна Качур, Анна Плотіцина              | 43,77 |          |
| 6     | Казахстан         | Ріма Кашафутдинова, Вікторія Зябкіна, Світлана Голендова, Ольга Сафронова      | 45,47 |          |
|       | Китай             | Тао Юйдзя, Вей Юнлі, Ге Маньци, Лян Сяоцзин                                    | DQ    | R170.7   |
|       | Багамські Острови | Девінн Чарльтон, Карліша Кокс, Джене Амброз, Тайнія Гайтер                     | DNF   |          |

### Фінал
| Місце | Команда           | Атлети                                                                         | Час   | Примітки |
| ----- | ----------------- | ------------------------------------------------------------------------------ | ----- | -------- |
| 1     | США               | Алія Браун, Еллісон Фелікс, Моролаке Акіносун, Торі Бові                       | 41,82 | WL       |
| 2     | Велика Британія   | Аша Філіп, Дезіре Генрі, Діна Ашер-Сміт, Дерілл Нейта                          | 42,12 |          |
| 3     | Ямайка            | Джура Леві, Наташа Моррісон, Сімона Фейсі, Сашалі Форбс                        | 42,19 | SB       |
| 4     | Німеччина         | Татьяна Пінту, Ліза Майєр, Джина Люкенкемпер, Ребекка Гаазе                    | 42,36 |          |
| 5     | Швейцарія         | Айла Дель Понте, Сара Атчо, Муджинга Камбунджі, Саломе Кора                    | 42,51 |          |
| 6     | Тринідад і Тобаго | Семой Хакетт, Мішель-Лі Айє, Халіфа Сейнт Форт, Келлі-Енн Баптіст              | 42,62 |          |
| 7     | Бразилія          | Франсіла Красуцкі, Ана Клаудія Сільва, Віторія Крістіна Роза, Розанжела Сантус | 42,63 | SB       |
| 8     | Нідерланди        | Тесса ван Шаген, Дафне Схіперс, Наомі Седні, Джаміль Самуель                   | 43,07 |          |